# 프랑켄슈타인의 집
프랑켄슈타인의 집(House Of Frankenstein)은 미국에서 제작된 얼 C. 켄튼 감독의 1944년 판타지, 공포, SF 영화이다. 보리스 칼로프 등이 주연으로 출연하였고 폴 맬번 등이 제작에 참여하였다.

## 출연

### 주연
- 보리스 칼로프
- 론 채니 주니어

### 조연
- 존 캐러딘
- 앤 그윈
- 피터 코
- 리오넬 앳윌
- 조지 주코
- 엘레나 베르두고
- 시그 루먼
- 윌리엄 에드먼즈
- 찰스 밀러
- 필립 반 잰트
- 줄리어스 태넌
- 한스 허버트
- 딕 디킨슨
- 조지 린
- 마이클 마크
- 프랭크 레이처
- 브랜든 허스트
- 글렌 스트레인지
- 올라프 하이튼
- J. 캐롤 나이쉬
- 에드먼드 코브
- 지노 카라도
- 조 커크
- 벨리 밋첼
- 찰스 워겐하임

## 제작진
- 세트: 러셀 A. 고스맨
- 세트: A.J. 길모어
- 의상: 베라 웨스트